# Homa jezik
Homa jezik (ISO 639-3: hom), izumrli nigersko-kongoanski jezik porodice bantu, kojim se nekad govorilo u blizini današnjih gradova Mopoi i Tambura u Južnom Sudanu. Pobliže se klasificira centralnim bantu jezicima zone D. i podskupini bira-huku (D.30).
Ovaj jezik izumro je 1975. godine i bio je jedini bira-huku jezik porijekom iz Sudana.

## Vanjske poveznice
- Ethnologue (14th)
- Ethnologue (15th)